# The Banker's Daughter
Pour plus de détails, voir Fiche technique et Distribution.
The Banker's Daughter  est un court métrage d'animation américain de la série Oswald le lapin chanceux, produit par les studios Disney et sorti le 28 novembre 1927.

## Synopsis
Oswald est le chauffeur de limousine d'un riche banquier. Il est licencié pour avoir flirté avec la fille de son employeur, Miss Cottontail. Mais un gang mené par Pegleg Pete cambriole la banque. Oswald poursuit les voleurs, récupère l'argent et se voit autoriser à reconquérir sa dulcinée.

## Fiche technique
- Titre : The Banker's Daughter
- Série : Oswald le lapin chanceux
- Réalisateur : Walt Disney
- Scénario[1] : Ub Iwerks, Friz Freleng
- Animateur[2] : Ub Iwerks, Friz Freleng
- Camera[2] : Mike Marcus
- Producteur : Charles Mintz
- Production : Disney Brothers Studios sous contrat de Robert Winkler Productions
- Distributeur : Universal Pictures
- Date de sortie : 28 novembre 1927[2],[3],[4]
- Autres dates[2] :
  - Fin de production : 12 août 1927
  - Livraison : 20 août 1927
  - Dépôt de copyright : 15 septembre 1927 par Universal
- Format d'image : Noir et Blanc
- Durée : 7 min
- Langue : (en)
- Pays de production :  États-Unis

## Préservation
Le film n'a plus d'existence. On ignore s'il existe et est considéré perdu.